# Miedzianka (województwo świętokrzyskie)
Miedzianka – wieś w Polsce położona w województwie świętokrzyskim, w powiecie kieleckim, w gminie Chęciny.

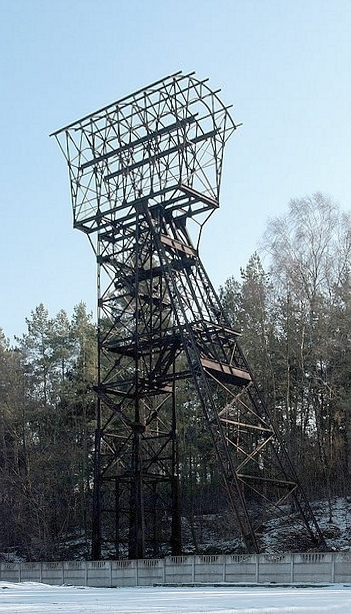
Wieża wyciągowa szybu Piotr zlikwidowanej kopalni miedzi w Miedziance (2007)

W latach 1975–1998 miejscowość administracyjnie należała do województwa kieleckiego.
Przez wieś przechodzi żółty szlak turystyczny z Wiernej Rzeki do Chęcin oraz  niebieska ścieżka rowerowa do Piekoszowa.